# LibreDWG
GNU LibreDWG 또는 간단히  LibreDWG는 DWG 컴퓨터 파일 형식(.dwg)을 오픈 소스로 다루기 위해 C 언어로 프로그래밍된 소프트웨어 라이브러리(library)이다. 한편 .dwg 파일 형식은 CAD(컴퓨터 지원 설계) 소프트웨어인 AutoCAD의 독점적 고유 형식이다. LibreDWG는 .dwg 파일 형식을 지원하는 OpenDWG 라이브러리에 대한 자유-오픈 소프트웨어로의 대체를 목표로 한다. 이 프로젝트는 자유 소프트웨어 재단(FSF)에서 관리한다.

## 역사
독점적 형식 DWG는 현재 CAD에서 가장 많이 사용되는 파일 형식으로, 다른 대안 확장 없이 사실상의 표준이 되어 많은 사용자가 소유 회사인 Autodesk의 지배적인 위치에서 이 소프트웨어를 사용하게 되었다.
OpenDWG 라이브러리(나중에 'Teigha'로 명명)는 DWG 파일 형식으로 저장된 데이터에 액세스하고 조작하기 위해 구현되었다. 이 라이브러리는 제품 지원을 목적으로 CAD 소프트웨어 제조업체 협회인  ODA(Open Design Alliance)에서 리버스 엔지니어링으로 개발하고 있다. OpenDWG의 얼라이언스(Alliance) 라이센스는 자유 소프트웨어 프로젝트에서 사용을 허용하지 않기 때문에 FSF는 OpenDWG에 대한 자유 오픈 소스 대안으로 GNU LibreDWG을 만들었다.
LibreDWG는 원래 펠리페 카스트로(Felipe Castro)가 작성한 LibDWG를 주요한 기반으로 시작됐지만 이후 LibDWG는 LibreDWG를 주요하게 기반해서 재설계되었다.

## libdxfrw
LibreDWG는 GNU GPL V3(version 3) 하에서 배포되는 강력한 반독점적 라이선스 라이브러리이다. 이는 다양한 사용자들을 위한 보다 유연한 호환이 가능한 GPL V2 라이선스 버전의 필요성으로  libdxfrw라는 새로운 GPL V2 라이센스 라이브러리를 작성하는 계기가 되었다.

## dwg2dxf과 한글
libdxfrw의 dwg2dxf는 cp949에서 한글 인코딩(euc-kr)을 포함한 안정된 유니코드를 지원하려고 개발되고 있지만 libredwg의 dwg2dxf는 R2018 dwg까지 지원하는 최신 버전에서 다양한 유니코드 디코딩 처리에서 euc-kr 뿐만 아니라 utf-8까지 폭넓게 안정적으로 지원하고 있다. 따라서 이러한 GNU LibreDWG는 가장 연혁 있고 풍부한 데이터를 보유하고 있는 DWG 및 DXF 변환 오픈소스 프로젝트 및 커뮤니티라고 할 수 있다.

## 같이 보기
- 리브레 캐드
- QCAD